# 东墟镇
东墟镇，是中华人民共和国河北省保定市博野县下辖的一个乡镇级行政单位。
2013年，河北省民政厅批复同意撤销东墟乡，设立东墟镇，镇人民政府驻东墟村东墟南路136号。

## 行政区划
东墟镇下辖以下地区：
东墟村、张岳村、大齐村、大墟村、陈村、代庄村、西田村、西墟村、南田村、龙堂村、小庄头村、东墟营村、南陶墟村、北陶墟村和四合庄村。